# おさるのジョージ6/いざ出航!キャプテン・ジョージ

『おさるのジョージ6／いざ出航！キャプテン・ジョージ』（Curious George: Cape Ahoy）は、ダグ・マーフィが監督を務めた、ユニバーサル・ピクチャーズによる2021年の長編アニメーション映画。

## キャスト
- ジョージ - フランク・ウェルカー
- 黄色い帽子のおじさん - ジェフ・ベネット（原康義）
- エルマー - クリストファー・スウィンドル（楠見尚己）
- エマ - ヒロミ・デイムス（森なな子）
- ガートルード - リタ・モレノ（谷育子）
- ロッコ - ルカ・ジョーンズ（岩崎ひろし）
- グウェン - キンバリー・ブルックス（一ノ瀬香織）
- 沿岸警備隊 - キンバリー・ブルックス（阿部彬名）